# Nystyräsaari
Nystyräsaari är en ö i Finland. Den ligger i sjön Ala-Kuhanen och i kommunen Sankt Michel i den ekonomiska regionen  S:t Michel och landskapet Södra Savolax, i den södra delen av landet, 180 km nordost om huvudstaden Helsingfors. Öns area är 1,7 hektar och dess största längd är 210 meter i nord-sydlig riktning.